# Humira
Adalimumab  (handelsnamn Humira) är ett sjukdomsmodifierande antireumatisk läkemedel. Den syftar till att minska inflammationsprocessen av följande sjukdomar: reumatoid artrit, polyartikulär juvenil idiopatisk artrit, ankyloserande spondylit, axial spondylartrit utan radiografiska tecken på ankolyserande spondylit, psoriasisartrit, psoriasis, crohns sjukdom och ulcerös kollit. 
Humira innehåller också förutom adalimumab också mannitol, citronsyremonohydrat, natriumcitrat, natriumdivätefosfatdihydrat, natriumklorid, natriumhydroxid, polysorbat 80 och vatten.

## Adalimumab
Adalimumab är det så kallade humana monoklonal antikroppar som är tillverkade med cellodling. Dessa antikroppar är protein som dras till andra unika proteiner och binder samman med dessa. Vid inflammatoriska sjukdomar som till exempel reumatoid artrit och polyartikulär juvenil idopatisk artit finns det för höga halter tumor necrosis factor (TNF). Adalimumab binder samman med detta protein och hjälper på så vis till att minska det överflödiga TNF-proteinet. 

## Biverkningar
Humira kan orsaka biverkningar. Biverkningarna kan antingen vara allvarliga eller knappt märkbara. Vid följande biverkningar rekommenderas att man uppsöker läkare: allvarliga klåda, nässelutslag eller någon annan allergisk reaktion, uppsvullnad, svårigheter att andas eller andnöd vid ansträngning. Fler än 1 av 10 Humiraanvändare drabbas av huvudvärk, buksmärta, illamående, allergiska reaktioner, smärta i muskler och skelett, lunginflammation, bihåleinflammation, luftvägsinfektion eller reaktion på injektionsstället.
Användning avråds vid till exempel feber, om man är allergisk mot något av innehållsämnena eller om man har hjärtsvikt.